# Remparts de Falaise

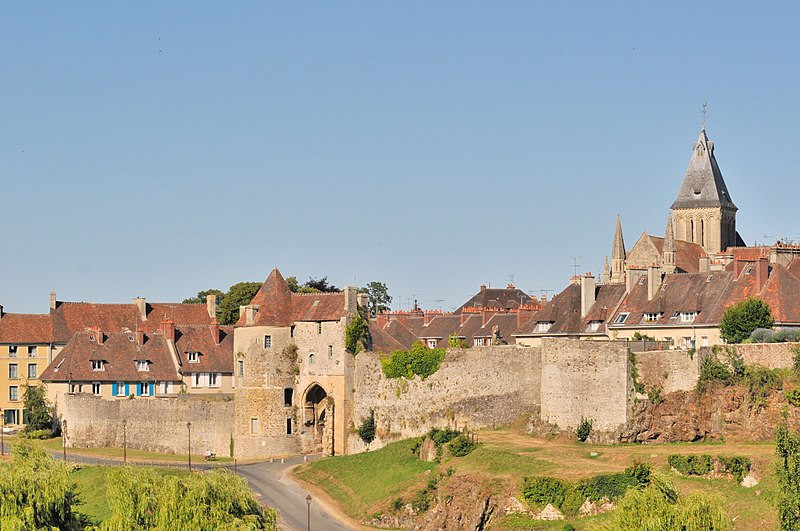
Stadtbefestigung von Falaise

Die Stadtbefestigung von Falaise (französisch Remparts de Falaise) ist eine über zwei Kilometer lange Stadtmauer.
Die noch erhaltenen Tore sind als Monument historique 1930 klassifiziert.

## Geschichte
Die mittelalterliche Stadt Falaise wurde im Mittelalter auf einem riesigen Felsvorsprung erbaut und ist von zwei Flüssen umgeben. Diese bieten natürlichen Schutz. 
Der erste Wall, der für die Stadt errichtet wurde, kann nicht mehr sicher datiert werden. Es ist aber sicher, dass Heinrich I. Beauclerc die Stadt ab 1123 befestigen ließ.
Die heute noch, teilweise ruinös, erhaltene Stadtmauer beschreibt grob gesehen eine Ellipse, die etwa 50 Türme und sechs Tore verbindet. Von den sechs Toren sind zwei Tore erhalten: La Porte de Lemont und La Porte des Cordeliers. 
Im 15. Jahrhundert wurde die Befestigung noch einmal durch die Engländer verstärkt. 
Innerhalb der Mauern gibt es einen Stadtrundgang, der entlang der Befestigung verläuft. Über die Rue Porte-du-Château, Rue Blâcher, Rue Amiral-Courbet, Rue Georges-Clemenceau, Rue Victor-Hugo, Rue du Sergent-Goubin, Rue Gambetta, Rue Frédéric-Gaberon, Rue des Cordeliers, Rue du Camp-Ferme und dem Place Guillaume-le-Conquérant gelangt man zurück zur Burg.
Das Tor Lecomte wurde 1927 unter Denkmalschutz gestellt, das Tor Les Cordeliers 1930. Die übrige Stadtbefestigung wurde 1951 auf die Liste der denkmalgeschützten Gebäude gesetzt.